# الزاوية (تافرانت)
الزاوية هي إحدى مشيخات المملكة المغربية، تتبع جغرافيا لإقليم تاونات وإداريًا لتافرانت. يقدر عدد سكانها بـ 11212 نسمة حسب الإحصاء الرسمي للسكان والسكنى لسنة 2004.